# This Is Thirteen
This Is Thirteen è il tredicesimo album in studio del gruppo musicale heavy metal Anvil pubblicato nel 1997.
| Recensione | Giudizio |
| ---------- | -------- |
| AllMusic   | [ 3 ]    |

## Il disco
Nel documentario Anvil: The Story of Anvil viene mostrato come la band, dopo aver affidato la produzione a Chris Tsangarides, non abbia trovato una casa discografica per la pubblicazione del loro materiale. Il disco è stato quindi edito direttamente dal gruppo e distribuito limitatamente via web e durante i loro concerti.
Il documentario ha però destato l'interesse del pubblico e della critica, con la conseguente ristampa dell'album (con l'aggiunta della traccia Thumb Hang) avvenuta tramite VH1 Classics Records nel 2009. Questa edizione ha anche usufruito di una distribuzione su larga scala, arrivando a vendere 1400 copie in una settimana solo negli Stati Uniti.
Lo stile musicale dell'album è di stampo classico, tra l'heavy metal e l'hard rock, ma non mancano i brani più tirati da sempre presenti nelle composizioni della band. I testi e la musica sono ad opera di tutti i membri del gruppo.
Il disco, nella versione del 2009, è stato ristampato in CD nel 2011 da Icarus Music per il mercato Sudamericano e, l'anno successivo, dall'etichetta Steamhammer sia in vinile che in digipack.

## Tracce
1. This Is Thirteen – 6:40
2. Bombs Away – 3:28
3. Burning Bridges – 5:52
4. Ready to Fight – 4:14
5. Flying Blind – 3:11
6. Room #9 – 3:50
7. Axe to Grind – 4:33
8. Feed the Greed – 3:52
9. Big Business – 3:26
10. Should'a Would'a Could'a – 3:06
11. Worry – 3:15
12. Game Over – 2:58
13. American Refugee – 2:36

### Tracce bonus

#### VH1 Classics Records

##### Versione in CD
1. Thumb Hang – 5:59

##### Versione in doppio vinile
Edizioni musicali in CD: Liberator per Australia e Columbia Records per Giappone.
1. Thumb Hang – 5:59
2. Metal on Metal – 3:56 – registrata nuovamente nel 2009
3. 666 – 4:47 – registrata nuovamente nel 2009

## Formazione
- Steve "Lips" Kudlow – voce, chitarra elettrica
- Glenn Five – basso, cori
- Robb Reiner – batteria